# Partizanski zločini v drugi svetovni vojni
Partizanski zločini v drugi svetovni vojni so vojni zločini, ki so jih med drugo svetovno vojno storili Narodnoosvobodilna vojska in jugoslovanski partizanski odredi. 
Vodstvo partizanskega gibanja je vodilo namerno propagando z namenom širjenja boljševiške ideologije in širjenja sovraštva do političnih neistomišljenikov. Zločini so bili spontani (iz sovraštva) in / ali organizirani (po ukazu). 
Skozi skoraj celotno drugo svetovno vojno so se partizani, ki jih je vodil Josip Broz Tito, izogibali neposrednemu spopadu z oboroženimi silami osi in nemško vojsko. Namesto tega so napadali vasi in naselja v Jugoslaviji ter pobijali civiliste. Da bi podprli svoje čete in prebivalstvo, ki jih je podpiralo, so jugoslovanski komunisti zasegli (sežgali) zasebno lastnino in streljali na tiste, ki so odkrito nasprotovali sodelovanju z njimi.
V krajih, kjer partizani niso prejeli podpore civilnega prebivalstva, so se dogajali zločini, na primer zločin v Zrinu, kjer je bil kraj požgan s pobojem velikega števila civilistov, da ne bi služil kot podpora silam osi. 
Tudi na mestih, ki bi jih zasedli partizani, so bili za »likvidacijo« pogosto izbrani vidnejši posamezniki, da bi »sovražnikom« pokazali, da se »ljudski vladi« ne sme nasprotovati; Primer tovrstnih zločinov na območju Dubrovnika je pokol na otočku Daksa, v Srednji Dalmaciji pa so ubili civiliste iz na primer Trogirja in jih vrgli v Kevinovo jamo pri Lećevici. Na območju Zagreba je veliko stratišč, od katerih je bil nekoliko bolje raziskan pokol v Gračanih.
Ujeti vojaki nasprotne strani so večinoma streljali na vsako stran. S tem so komunistične sile leta 1945 dejansko pobile večino sovražnih vojakov, potem ko so se jim ob koncu vojne predale.
V času SFR Jugoslavije ni bilo dovoljeno govoriti ali pisati o partizanskih zločinih. 

## Število žrtev komunističnega terorja
Potem, ko so komunistične oblasti desetletja ponavljale, da je njihov prihod na oblast neločljivo povezan z bojem proti fašizmu, se je pokazalo, da vojaške sile, ki so vodile ta boj, absolutno niso storile nobenega zločina - tj. vsak zločinski podvig, ki so se ga lotili od samega začetka ustanovitve partizanske enote leta 1941, je bil prikrit, do utrditve revolucionarne vlade v povojnem obdobju - ti zločini so se od začetka devetdesetih let le postopoma beležili in preiskovali.
Ta prizadevanja nujno predstavljajo revizijo uradnih podatkov komunistične Jugoslavije itd. Vladimir Geiger navaja, da nemški in avstrijski zgodovinarji ocenjujejo, da je bilo med vojnimi ujetniki v Jugoslaviji največ nemških vojakov, od tega približno 194.000, od tega jih je okoli 80.000 umrlo ali je bilo ubitih v taboriščih za vojne ujetnike in na prisilnem delu med letoma 1945 in 1953. 100.000 Nemcev in Avstrijcev, po jugoslovanskih uradnih podatkih pa je v ujetništvu v Jugoslaviji umrlo, 15.028 oziroma 10.621 vojnih ujetnikov. Podobno Geiger spet navaja znanstveno literaturo v nemščini, od začetka do konca vojne je v Jugoslaviji izginilo približno 28.000 etničnih Nemcev, od tega od poletja 1944 do oktobra 1944 okoli 1500 civilistov, ubitih v partizanskih napadih na civiliste, nato pa v skupnem terorju Rdeče armade in NOVJ je bilo od oktobra 1944 do poletja 1955 ubitih še 9500 nemških civilistov, okoli 2000 civilistov - večinoma žensk - pa je umrlo na prisilnem delu v Sovjetski zvezi. Poleg tega je v jugoslovanskih taboriščih od oktobra 1944 do marca 1948 umrlo približno 51.000 ljudi. Vendar pa je povojna jugoslovanska komunistična vlada, diplomacija in zgodovinopisje vztrajno in brezvestno štelo trpljenje Volksdeutscherja kot žrtev fašizma in nacizma, pojasnjuje Geiger.
Največja in najbolj nečasna mistifikacija jugoslovanske politike in znanosti, zlasti zgodovinopisja in demografije, je bila mistifikacija človeških izgub Jugoslavije v drugi svetovni vojni in žrtev, ki so jih povzročili okupatorji in njihovi sodelavci, predvsem na Hrvaškem. 
Hrvaški intelektualec Bruno Bušić se je sredi sedemdesetih let lotil te velike in nečasne mistifikacije (ki bo zagotovo prispevala k njegovemu preganjanju in umoru leta 1978). Na podlagi demografskih in drugih podatkov, ki so mu bili na voljo kot zaposleni na Inštitutu za zgodovino delavskega gibanja v Zagrebu, je takrat zapisal, da je bilo na "antifašistični" strani SR Hrvaške izgnanih skupaj 185.327 ljudi , medtem ko je bilo na strani "sovražnika" 219. Ubitih je bilo na tisoče vojakov in civilistov. Za ozemlje BiH Bušić ocenjuje, da je med vojaki in civilisti 231.000 žrtev sovražstva 171.000 "antifašističnih" žrtev. 
Vladimir Geiger se sklicuje zlasti na sistematične in podrobne demografske izračune Vladimirja Žerjavića, objavljene sredi devetdesetih let, kjer je navedeno, da je med II. Svetovno vojno in povojno obdobje je življenje izgubilo 106.000 Hrvatov iz Hrvaške. Po podatkih, ki so bili takrat na voljo Žerjaviću, so sile NOVJ pobile 8.000 civilistov (nadaljnjih 12.000 civilistov hrvaške narodnosti je Žerjavić pripisal četniškim enotam; preostalih 13.000 so ubile nemške, italijanske in sile NDH). Za ozemlje Bosne in Hercegovine Žerjavić navaja 64.000 etničnih Hrvatov (katoličanov), od tega 25.000 civilistov in 22.000 pripadnikov oboroženih sil NDH;  pri tem je NOVJ pobila 22.000 vojakov in 6.000 civilistov. Poleg tega je bilo v BiH med vojno ubitih približno 77.000 muslimanov, od tega so sile NOVJ ubile 2000 civilistov in 15.000 pripadnikov sil NDH. Ko se prišteje še območje vzhodnega Srijema (dnevi, del ozemlja Srbije), je od 175.000 Hrvatov in 77.000 muslimanov, ubitih v NDH, NOVJ po izračunih Žerjavića povzročil smrt 101.000 ljudi (nadaljnji 68.000 četnikov). Med pobitimi pripadniki sil NDH je bila večina pokončana po koncu vojne, v t.i  Kazimir Katalinić pa kot verjetnejšo oceno poda izračun 384.000 (katoliških) Hrvatov in 159.000 muslimanov (torej Bošnjakov). Kazimir Katalinić meni, da je verjetno nekoliko višja ocena števila ubitih Hrvatov, zlasti Bošnjakov. Poleg Hrvatov in Bošnjakov so partizanske sile pobile številne Srbe, zlasti ujete četnike: samo maja 1945 je bilo v BiH ujetih približno 10.000 črnogorskih in srbskih četnikov.